# Sorvete tailandês
Sorvete tailandês, "I-Tim-Pad", "ไอติมผัด" ou sorvete de chapa, é uma sobremesa preparada com uma base de leite, misturada com frutas e/ou outros acompanhamentos, enrolada em uma pedra ou chapa gelada de metal.

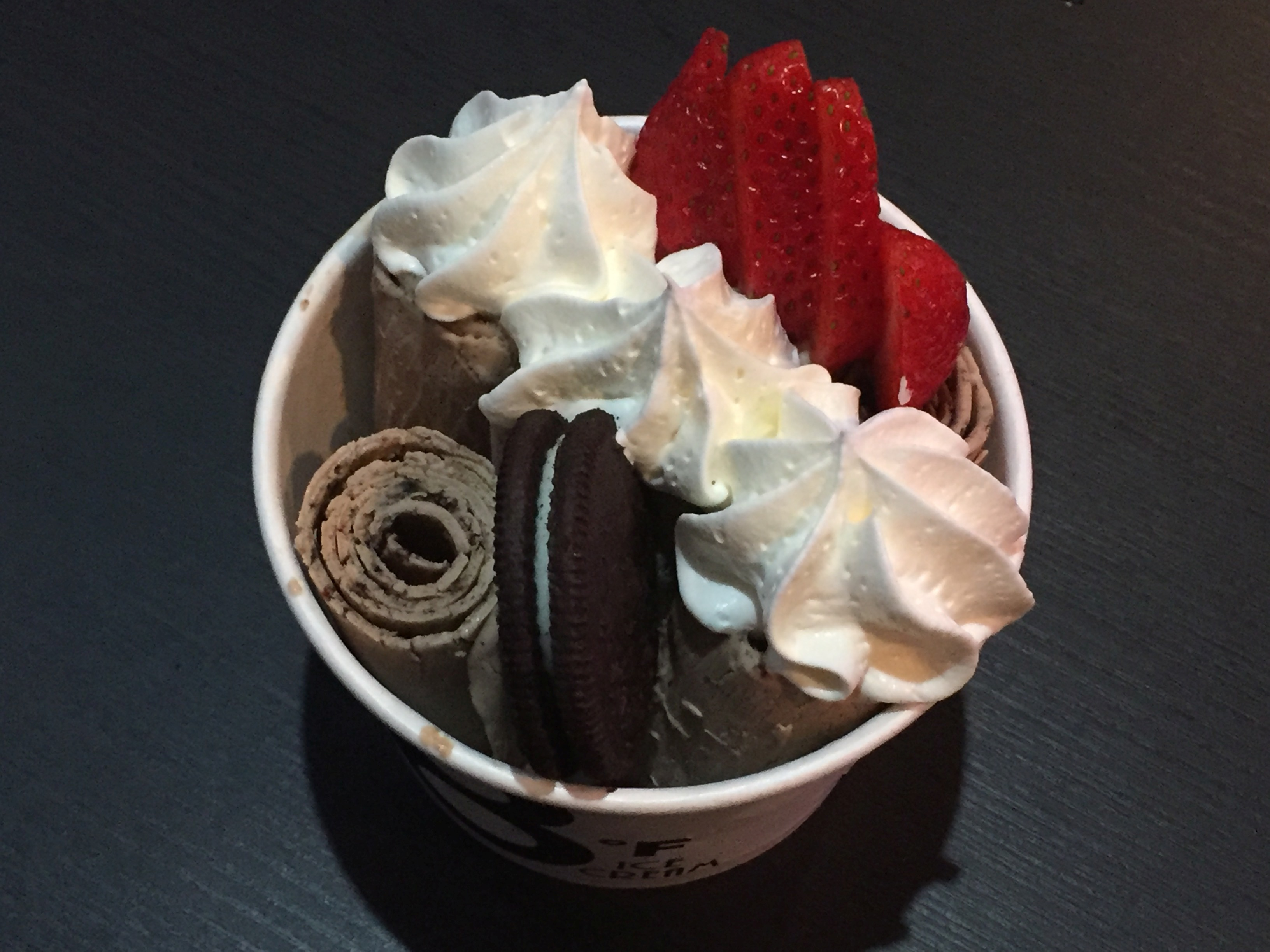
Sorvete tailandês com frutas e acompanhamentos

## Modo de preparo
O sorvete tailandês é feito a partir de uma base de leite pronta, que é despejada em uma chapa de metal refrigerada entre -18°C a -30°C, misturado com frutas frescas e outros acompanhamentos utilizando duas espátulas de metal, espalhado e achatado na chapa até ganhar consistência de sorvete, enrolado com a espátula em vários "tubos", colocados em uma casquinha ou pote e opcionalmente adicionado mais frutas e acompanhamentos por cima.

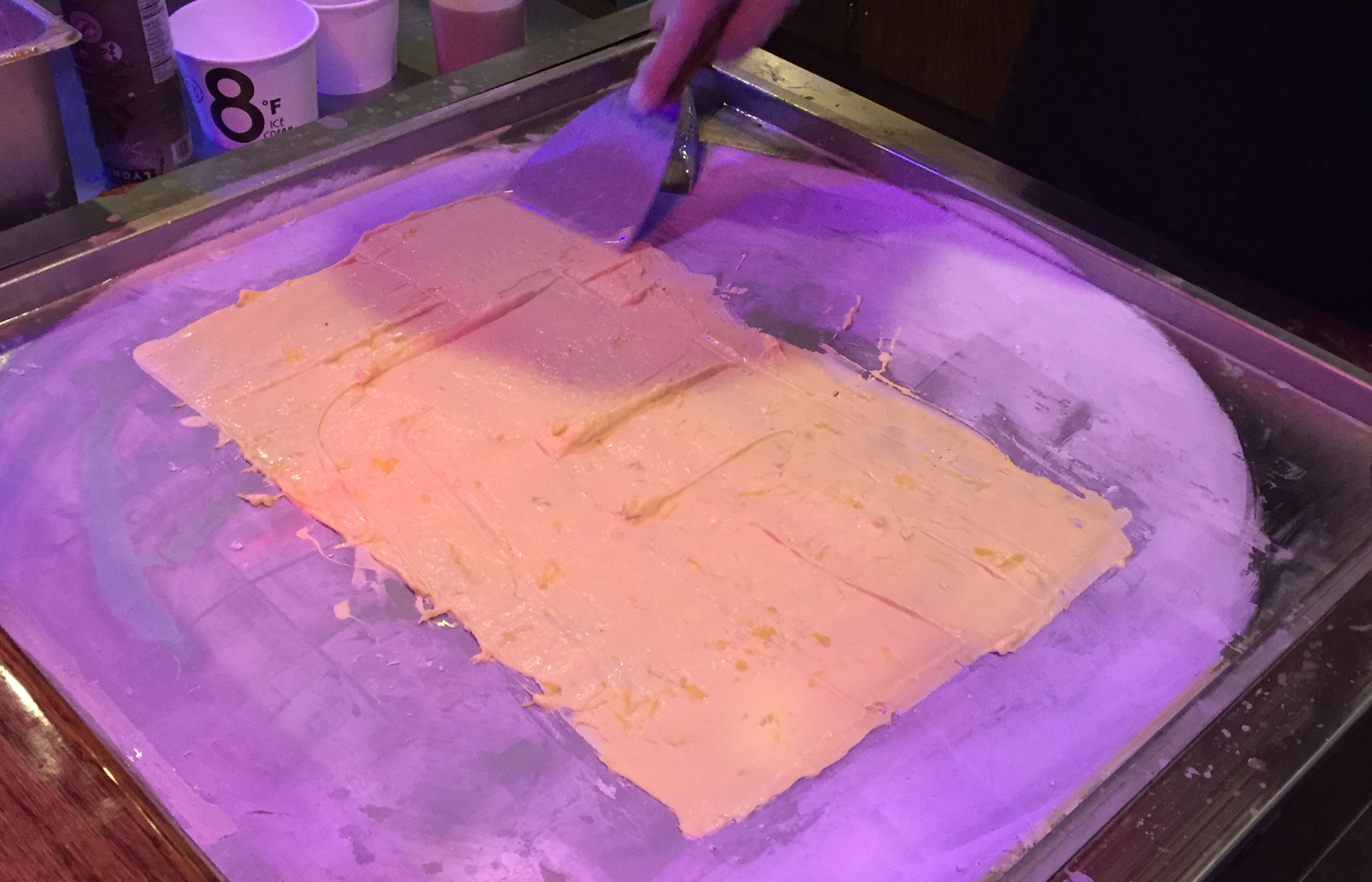
Sorvete tailandês sendo preparado na chapa

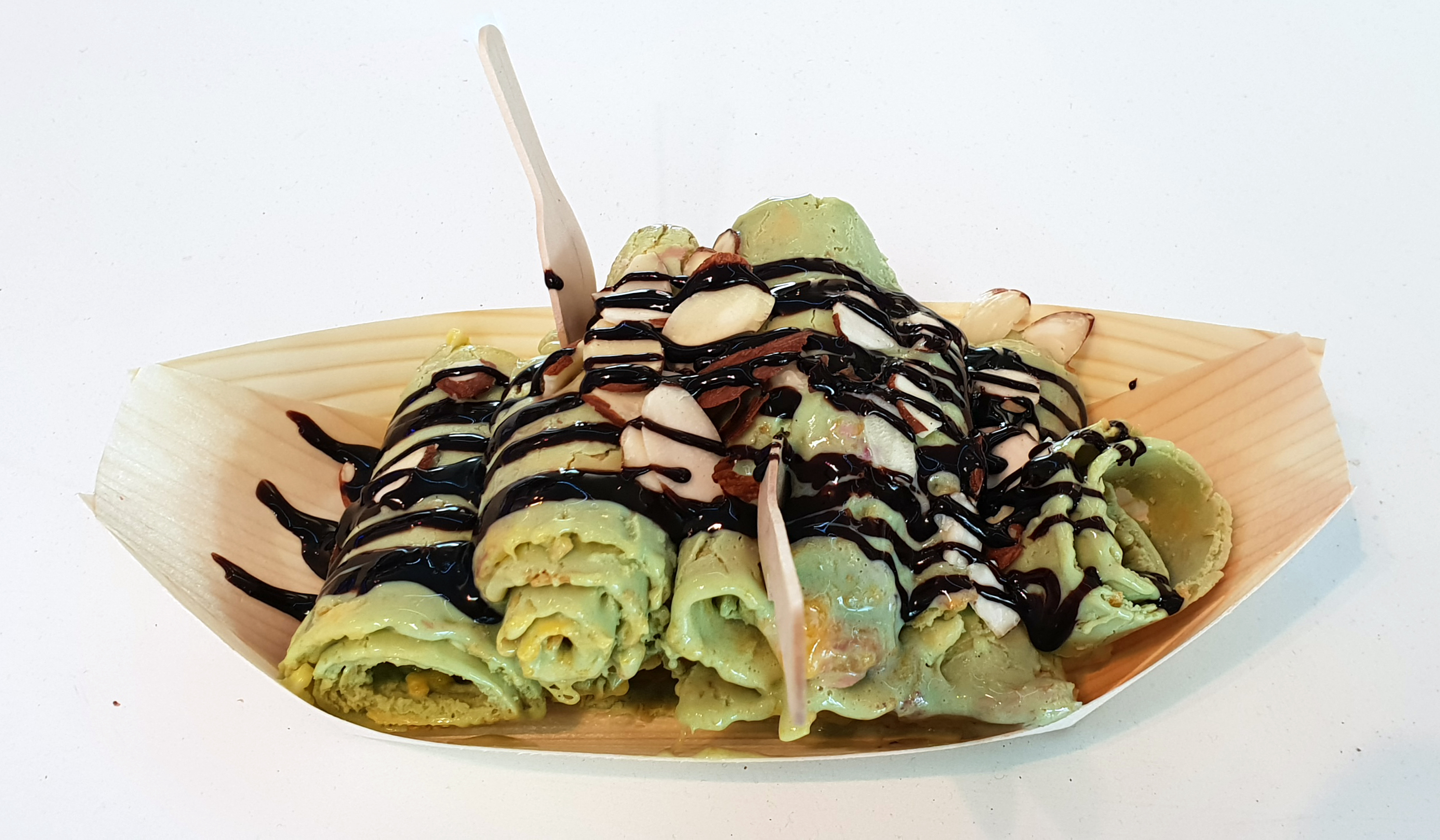
Sorvete tailandês (matcha com manga e flocos de milho) em Nelson, Nova Zelândia, 2019

## História
O sorvete tailandês surgiu na Tailândia em 2009, como método de mistura de frutas e acompanhamentos. Havia poucos sorveteiros, e se localizavam nas ruas e utilizavam pedras ao invés da chapa. Se tornou popular em 2011-2012, quando a moda se espalhou para países vizinhos como Malásia e Camboja. Ficou conhecido mundialmente em 2015, através de vídeos virais na internet. Hoje em dia, há várias lojas espalhadas pelo mundo todo, incluindo no Brasil.